# Kampfgeschwader 25
Das Kampfgeschwader 25 war ein Verband der Luftwaffe im Zweiten Weltkrieg. Es wurde im April 1939 ursprünglich als Erprobungskommando 88 aufgestellt.

## Aufstellung
Das Kampfgeschwader 25 entstand aus dem Erprobungskommando 88. Dieses wurde im April 1939 in der Erprobungsstelle der Luftwaffe in Rechlin aufgestellt, um die neu eingeführte Junkers Ju 88 zu testen. Im August 1939 erfolgte in Lärz (Lage) die Umbenennung in I. Gruppe des Kampfgeschwaders 25, bestehend aus der 1. und 2. Staffel. Ein Geschwaderstab und weitere Gruppen wurden nicht aufgestellt. Das Geschwader war mit der Junkers Ju 88 ausgestattet. Die Geschwaderkennung war E6.

## Geschichte
Das Erprobungskommando blieb von April bis August 1939 auf dem Fliegerhorst Lärz bei Rechlin stationiert und führte ausführliche Tests mit der neu eingeführten Junkers Ju 88 durch. Im August 1939 wurde es in die I. Gruppe des Kampfgeschwader 25 umbenannt. Ab 1. September 1939 verlegte sie nach Jever (Lage). Sie unterstand zu dieser Zeit der 3. Fliegerdivision der Luftflotte 2. Am 22. September 1939 wurde die I./KG 25 in I. Gruppe des Kampfgeschwaders 30 umbenannt.

## Gruppenkommandeur
| Dienstgrad | Name         | Zeit                              |
| ---------- | ------------ | --------------------------------- |
| Hauptmann  | Helmut Pohle | April 1939 bis 22. September 1939 |